# República de Bolívar
A República de Bolívar foi o primeiro nome oficial da Bolívia, dado em homenagem a seu libertador, Simón Bolívar, por sua luta em conseguir a independência da coroa espanhola.
Limitava-se a norte e a leste com o Brasil, a sul com o Paraguai e Províncias Unidas do Rio da Prata, e a oeste com o Chile e o Peru. Este país possuía litoral marítimo ao ser declarado independente até 1879, quando foi deflagrada a Guerra do Pacífico. A costa do país era de aproximadamente 400 km².
A sublevações de Chuquisaca e La Paz foram o ponto de partida das guerras de independência. O país declarou sua independência em 6 de agosto de 1825 sob o nome de República de Bolívar, que foi alterado para República da Bolívia. Em 1826, o libertador Simón Bolívar outorgou ao país a primeira Constituição, que foi aprovada pelo Congresso de Chuquisaca.
Do mesmo modo, a Assembleia Deliberante nomeou o Libertador Bolívar, primeiro Presidente da República, que a chamou de Filha Predileta. Após a designação do país com seu nome, Bolívar fez a seguinte declaração:
| “ | Meu desespero aumenta ao contemplar a imensidão de vosso prêmio, porque depois de haver esgotado os talentos, as virtudes, o gênio mesmo do maior dos herois, todavia seria eu indigno de merecer o nome que haveis querido dar, o meu! Falarei eu de gratidão, quando ela jamais conseguirá expressar nem suavemente o que experimento por vossa bondade que, como a de Deus, passa todos os limites! Sim: somente Deus tinha o poder para chamar essa terra Bolívia... Que quer dizer Bolívia? Um amor desenfreado de liberdade, que ao receber vosso arroubo, não vejo nada que fosse igual a seu valor. Sem encontrar em vossa embriaguez uma demonstração adequada à veemência de seus sentimentos, arrancou vosso nome, e deu o meu a todas vossas gerações. Este, que é sem precedentes na história dos séculos, o é ainda mais na dos desprendimentos sublimes. Tal característica mostrará aos tempos que estão no pensamento do Eterno, o que anseia a posse de vossos direitos, que é a posse de exercer as virtudes políticas, de adquirir os talentos luminosos, e o gozo de serem homens. Este traço, repito, provará que vós éreis dignos a obter a grande benção do Céu — a Soberania do Povo — única autoridade legítima das Nações. | ” |

Posteriormente, o nome do país foi modificado pela proposta do deputado de Potosí, presbítero Manuel Martín Cruz, que argumentou com a seguinte frase: "Se de Rômulo, Roma; de Bolívar, Bolívia". A nova república adotou oficialmente o nome de Bolívia em 3 de outubro de 1825. A alteração foi aceita e Bolívar, ao saber da mudança, se sentiu novamente agradecido.
Antonio José de Sucre, Grande Mariscal de Ayacucho, foi eleito o segundo Presidente da República da Bolívia.